# فيكتوريا زدروك
فيكتوريا زدروك (من مواليد 3 مارس 1973)، ممثلة إباحية أمريكية أوكرانية، مؤلفة وعارضة أزياء.

## حياتها
ولدت في 3 مارس 1973 في كييف في جمهورية أوكرانيا الاشتراكية السوفياتية. أكملت دراستها الجامعية في جامعة ويست تشيستر [الإنجليزية] ، وحصلت على درجة الدكتوراه في القانون من كلية الحقوق بجامعة فيلانوفا، وعلى درجة الدكتوراه في علم النفس من جامعة دريكسيل.

## روابط خارجية
- فيكتوريا زدروك على موقع IMDb (الإنجليزية)
- فيكتوريا زدروك على موقع أول موفي (الإنجليزية)
- فيكتوريا زدروك على موقع قاعدة بيانات الفيلم (الإنجليزية)